# Pyrausta aerealis
Pyrausta aerealis is een vlinder van de familie van de grasmotten (Crambidae). De wetenschappelijke naam van deze soort is voor het eerst voorgesteld als Phalaena Pyralis aerealis door Jacob Hübner in een publicatie uit 1793.

## Verspreiding
De soort komt in vrijwel het gehele Palearctisch gebied voor, met uitzondering van het Verenigd Koninkrijk, Noorwegen, de Benelux, Portugal, Korea en Japan.

## Waardplanten
De rups leeft op Helichrysum arenarium (Asteraceae), Antennaria dioica (Asteraceae) en Tijm-soorten (Lamiaceae). 